# Gefreiter
Gefreiter (Gefr.) é uma patente militar alemã, suíça e austríaca, que existe desde o século XVI. É o segundo posto para o qual um soldado pode ser promovido. Dentro da escala de patentes NATO, na actualidade esta patente é equivalente ao OR-2 (cabo). O termo também foi cunhado para a língua russa, e é usado em várias forças armadas de países pós-soviéticos.